# Palgrave Macmillan
Palgrave Macmillan — международное научное книжно-журнальное издательство со штаб-квартирой в лондонском боро Камден и офисами в Нью-Йорке, Шанхае, Дели, Мельбурне, Сиднее, Гонконге и Йоханнесбурге. Основано в 2000 году в результате слияния отдела по изданию научной литературы St. Martin’s Press и Macmillan Press — научного подразделения Macmillan Publishers. До 2002 года компания носила название Palgrave, но затем сменила его на Palgrave Macmillan. В настоящее время является дочерней компанией Springer Nature, на 51 % принадлежащей немецкому международному издательству Georg von Holtzbrinck Publishing Group. Специализируется на издании литературы по гуманитарным и социальным наукам. Является издателем фундаментальной работы «Новый Палгрейв: словарь по экономике».

## История
Издательство получило своё наименование в честь семьи Палгрев. Фрэнсис Палгрев, историк, архивист и основатель государственного архивного бюро Великобритании были тесно связаны и издательством The Macmillan Press в XIX веке. В частности Роберт Гарри Инглис Палгрев был автором экономического словаря The Palgrave Dictionary of Political Economy. В 1987 году издательство «Макмиллан Паблишерс» выпустило его обновлённую версию The New Palgrave: A Dictionary of Economics, в дальнейшем несколько раз переиздавало, а ныне он представляет собой ежеквартально обновляемый справочник, содержащий статьи обо всех аспектах экономики в мире.